# Brachytrupes grandidieri
Brachytrupes grandidieri is een rechtvleugelig insect uit de familie krekels (Gryllidae). De wetenschappelijke naam van deze soort is voor het eerst geldig gepubliceerd in 1877 door Henri de Saussure.